# ゴーティエ・カピュソン
ゴーティエ・カピュソン（Gautier Capuçon, 1981年9月3日 - ）はフランスのチェリスト。

## 人物・来歴
フランスのサヴォワ県シャンベリ生まれ。4歳からチェロを始める。パリ地方音楽院でアニー・コシェ＝ザキンに、パリ国立高等音楽・舞踊学校でフィリップ・ミラーに師事する。ウィーンでハインリヒ・シフのマスタークラスを受講した。
ベルリン・フィルハーモニー管弦楽団、ウィーン・フィルハーモニー管弦楽団、シカゴ交響楽団、パリ管弦楽団など数多くのオーケストラと共演し、ユジャ・ワン、エフゲニー・キーシン、マルタ・アルゲリッチ、ルノー・カピュソン、ダニール・トリフォノフなどと室内楽活動を行っている。
2014年に創設したパリのチェロ・エクセレンス・クラスを2021年までルイ・ヴィトン財団で指導した。
兄のルノー・カピュソンはヴァイオリニスト。自身はピアノも演奏する。

## チェロ
1701年製のマッテオ・ゴフリラーによるチェロを借りて使用している。1746年製のJoseph Contrerasによるチェロも借りて保有している。

## 受賞歴
- 1998年、サン＝ジャン＝ド＝リュズで開催されたモーリス・ラベル国際音楽アカデミー・コンクールにて一位[5]。
- 1999年、クライストチャーチで開催された第3回アダム国際チェロフェスティバルおよびコンクールにて二位[5]。
- 1999年、トゥールーズで開催された第1回アンドレ・ナヴァラ国際チェロコンクールで1位[5]。